# Juan Arroyo
Juan Arroyo (* 19. Mai 1955) ist ein ehemaliger venezolanischer Radrennfahrer.

## Sportliche Laufbahn
Arroyo war im Straßenradsport aktiv. Er war Teilnehmer der Olympischen Sommerspiele 1980 in Moskau. Das olympische Straßenrennen beendete er nicht. Im Mannschaftszeitfahren kam Venezuela mit Claudio Pérez, Olinto Silva, Juan Arroyo und Mario Medina auf den 18. Platz.
Bei den Zentralamerika- und Karibikspielen 1978 gewann Arroyo das Straßenrennen und die Silbermedaille im Mannschaftszeitfahren. 1978 siegte er in der Vuelta a Venezuela, 1980 im Eintagesrennen Freccia dei Vini. Etappensiege holte er in der Vuelta al Táchira 1981 (zweifach) und 1982. 1978 kam er auf den 10. Platz bei den Straßenradsport-Weltmeisterschaften im Rennen der Amateure.